# ペプシマン

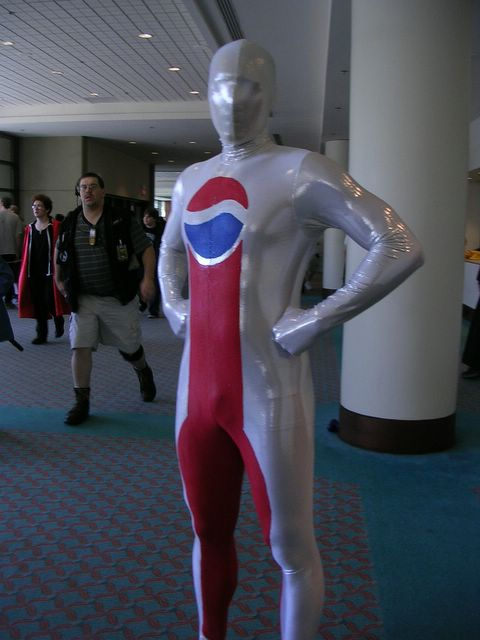
ペプシマンのコスプレイヤー。Anime Central 2005にて撮影。

ペプシマンは、コーラ飲料・ペプシのマスコットキャラクターであり、コンピュータグラフィックスを使った日本オリジナルのキャラクターである。

## コマーシャル
1996年3月からテレビCMが放映された。キャラクターの企画を大貫卓也が担当し、コンピュータグラフィックスの制作はアメリカのインダストリアル・ライト&マジック（I.L.M.）が担当したが、アメリカでは使用されていない。そのため、日本国外ではあまり知られていなかったとされる。なお、ペプシマンのCMは日本のほか韓国でも放送されていた。
音楽はジェイムス下地が担当。演奏はGt.がGeorge Doering、Ba.がNeil Stubenhaus、Dr.がDavid Kemper、Cho.がThe Waters、BrassがJerry Hey Groupと豪華な顔ぶれであった。
飲料への首掛け景品やボトルキャップブームを創り出し、オープン懸賞も『2001年宇宙の旅』プレゼントやペプシマンの愛車、シボレー・コルベットのプレゼントなど、話題性の高い懸賞を次々と実施してきた。
2006年11月、ACC CM FESTIVAL（現ACC TOKYO CREATIVITY AWARDS）において、「第36回テレビCM部門ACC賞」を受賞。また、「平成のCM100選（作品№72〈平成8年〉）」にも選出された。
2003年にペプシツイストが発売されると、頭にレモン色のニット帽を首までかぶった形で「ペプシツイストマン」として再登場。さらに女性版といえる「ダイエットペプシツイストウーマン」も登場した。
なお、サントリー食品インターナショナルは、ニュースサイト「J-CASTトレンド」の取材に対し、マーケティング戦略の変更により、2000年ごろからペプシマンによる宣伝は展開していないと述べている。

## キャラクター設定
公式設定ではNASAが研究していた謎の宇宙金属が意思を持って活動をはじめ、近くにいた研究員が飲んでいたペプシコーラと融合してペプシマンが誕生したとされる。身長 190cm、体重 95kg。
弱者を助ける正義のヒーローとして登場し、困った人を助けるために主にペプシコーラを届けるなどの活躍を見せるが、弱点は「かっこよさが15秒以上続かないこと」で、それにちなむドジでマヌケな面があり、親しみやすいキャラクターとしてCMで表現された。このCMが人気を集め、シリーズ化された。
当初は胸から下にかけて太い赤のライン、その上にペプシのマークが入ったデザインであったが、パッケージデザインがリニューアルされた1998年からは、左肩から右腹部、およびその下まで青いカラーリングへと変化した。どちらの時も、常に少し大きなチェーンのネックレスをかけており、走ると音を立てて揺れる。
CMの最後に表示される缶は、ペプシマンが最後に陥った状況を反映している。例えば、ペプシマンがスノーボードでジャンプからの着地に失敗し担架で運ばれるバージョンでは、担架に乗せられたペプシマンに似せて、凹んで横たわったペプシコーラの缶が映し出されていた。

## メディアミックス
Web上にて鴻上尚史監修の一般投稿者によるリレー小説が行われ、出版されたことがある。
2005年にはトランスフォーマーとのタイアップにより、「キャンペーン司令官ペプシコンボイ」が登場している。「NASAで誕生した、意思を持った金属にコンボイの姿を与えたもの」という設定。

### CDシングル
- JAMES&GANG/PEPSI MAN （ZAIN RECORDS、1996年7月22日、1998年7月13日発売）
  - リニューアル前後で発売された。収録曲はリニューアル前はオリジナル+2種類のMIXの3曲、リニューアル後はオリジナル+「FLYING TO THE STARS〜2001年宇宙の旅へ〜」の2曲とそれぞれ異なる収録となっている。

### ゲーム
- ファイティングバイパーズ（セガ、1996年8月30日、セガサターン）
  - 3D対戦型格闘ゲーム。日本のセガサターン移植版限定のコラボレーション企画で、ペプシマンが隠しキャラクターとして参戦している。
- ペプシマン（KID、1999年3月4日、PlayStation）
  - ペプシマンを主人公に据えた3Dアクションゲームであり、『クラッシュ・バンディクー』のような画面構成で、ゲーム内容は『メトロクロス』に近い。ペプシコーラの宣伝を兼ねており、世界観やストーリーは極めて荒唐無稽。また、ステージ間のデモシーンでは実写ムービーが用いられ、俳優のマイク・バターズ（Mike Butters）がペプシの宣伝をしつつ「なかなかやるね」「TVゲームにはペプシ」などと、プレイヤーに語り掛けるものになっている。

### 小説
- ペプシマン（P.E.P.著、ぶんか社、1996年9月28日、ISBN 4-8211-0523-3）